# 黃鰭溪脂鯉
黃鰭溪脂鯉，為輻鰭魚綱脂鯉目脂鯉亞目頂器脂鯉科的其一種，分布於南美洲Paranaíba河、巴拉那河、托坎廷斯河上游流域，體長可達4.7公分，棲息在底中層水域，生活習性不明。